# Дворищанский сельсовет (Гомельская область)
Дворищанский сельсовет (белор. Дварышчанскi сельсавет) — упразднённая административная единица на территории Хойникского района Гомельской области Республики Беларусь.

## История
В июне 1943 года деревня Зелёный Гай сожжена фашистами. На месте сожжённой деревни в 1968 году установлен памятник. Деревня после Великой Отечественной войны не отстраивалась. Память об уничтоженной деревне увековечена в мемориальной комплексе "Хатынь".
16 декабря 2009 года в состав Дворищанского сельсовета включены населённые пункты упразднённого Козелужского сельсовета — деревни Козелужье, Кливы, Загалье, Загальская Слобода, Поташня, Небытов. Также включены в состав  деревни Езапов, Будавник.
Деревня Храпков исключена из состава Дворищанского сельсовета и включена в состав Борисовщинского сельсовета.
16 декабря 2009 года Дворищанский сельсовет переименован в Судковский.

## Состав
Дворищанский сельсовет включал 6 населённых пунктов:
- Буда — деревня
- Кожушки — деревня
- Ломачи — деревня
- Ломыш — деревня
- Новокухновщина — деревня
- Новый Покровск — деревня

Исключённые населённые пункты:
- Зелёный Гай — деревня
- Новый Покровск — деревня
- Храпков — деревня